# Wykeham (Lincolnshire)
Wykeham – wieś w Anglii, w hrabstwie Lincolnshire. Leży 30 km na północny wschód od Lincoln i 208 km na północ od Londynu.